# سماكة وسطانية باطنة

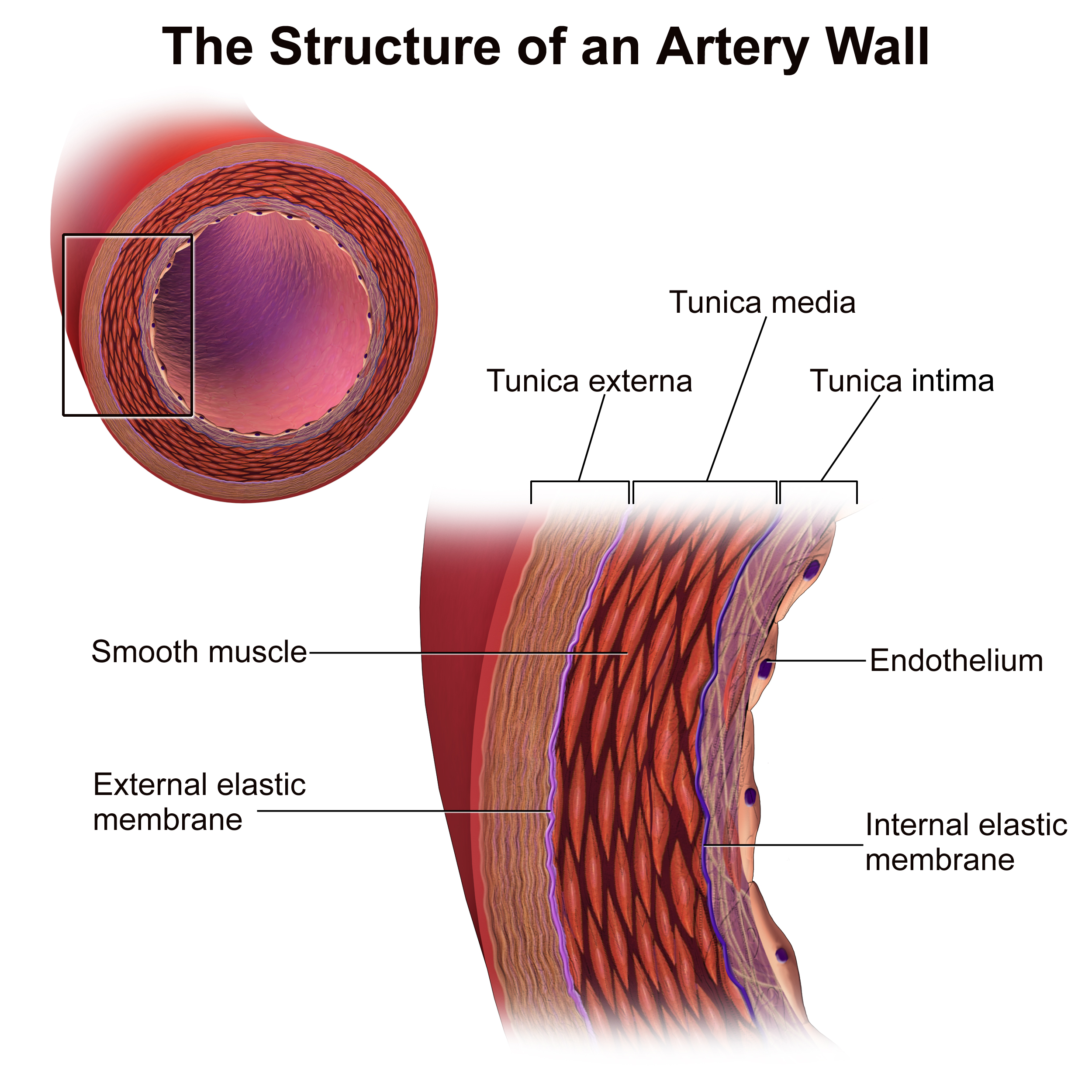

السماكة الوسطانية الباطنة هي مقياس لسماكة الغلالة الباطنة والغلالة الوسطانية، وهما الطبقتان الأعمق في جدار الشريان. عادةً ما يتم القياس باستخدام الأمواج فوق الصوتية الخارجية وأحيانًا باستخدام قساطر الأمواج فوق الصوتية الداخلية الباضعة. يمكن أيضًا قياس السماكة الكلية لجدار الأوعية الدموية باستخدام طرق التصوير الأخرى.
تستخدم السماكة الوسطانية الباطنة للشريان السباتي للكشف عن وجود التصلب العصيدي لدى البشر، ولتتبع تراجع أو توقف أو تطور التصلب العصيدي. اقتُرحت القياسات القائمة على الأمواج فوق الصوتية للسماكة الوسطانية الباطنة للشريان السباتي وقُيّمت في المختبر بواسطة باولو بيغنولي في عام 1984 ونُشر مزيد من التفاصيل لاحقًا في مقال مُعتمد بشكل كبير. ازداد استخدام السماكة الوسطانية الباطنة كطريقة غير باضعة لتتبع التغيرات في جدر الشرايين بشكل كبير منذ منتصف التسعينيات من القرن العشرين. رغم أن قياس السماكة الوسطانية الباطنة للشريان السباتي يتنبأ بالأمراض القلبية الوعائية المستقبلية، هناك جدل حول فعالية قياس التغير في السماكة الوسطانية الباطنة للشريان السباتي مع مرور الوقت، لأن التحليلات التلوية لم تجد أن تغير السماكة الوسطانية الباطنة للشريان السباتي يشير إلى الأمراض القلبية الوعائية. على هذا النحو، يُناقش استخدام التغيير في السماكة الوسطانية الباطنة للشريان السباتي كنقطة نهاية بديلة لقياس فعالية الأدوية في التجارب السريرية، أو في التدبير السريري للأمراض القلبية الوعائية.
يستخدم قياس السماكة الوسطانية الباطنة للشريان السباتي من حين لآخر في الممارسة السريرية، لكن دوره غير واضح. بعد مراجعة منهجية قائمة على الأدلة، لم تجد فرقة الخدمات الوقائية الأمريكية أي دليل يدعم استخدامه الروتيني في تصنيف الفئة المعرضة لخطر متوسط بالإصابة بالأمراض القلبية الوعائية. لكن في عام 2003، أوصت الجمعية الأوروبية لارتفاع ضغط الدم–الجمعية الأوروبية لطب القلب، ضمن توجيهات تدبير علاج ارتفاع الضغط الشرياني، باستخدام قياسات السماكة الوسطانية الباطنة للشريان السباتي لدى المرضى المعرضين لمخاطر عالية للمساعدة في تحديد تلف الأعضاء المستهدفة، وفي عام 2010، دعت جمعية القلب الأمريكية والكلية الأمريكية لطب القلب إلى استخدام قياس السماكة الوسطانية الباطنة للشريان السباتي على المرضى المعرضين لخطر متوسط إذا كان تصنيف الخطر المعتمد غير كافٍ.

## قياس السماكة الوسطانية الباطنة
يمكن قياس السماكة الوسطانية الباطنة باستخدام الأمواج فوق الصوتية الخارجية في الشرايين الكبيرة القريبة نسبيًا من الجلد (مثل الشرايين السباتية أو العضدية أو الكعبرية أو الفخذية). تتميز طرق التصوير بالأمواج فوق الصوتية الخارجية بكونها غير باضعة ومنخفضة التكلفة نسبيًا ومريحة. تتطلب الشرايين الداخلية الأعمق، مثل الشرايين التاجية، قساطر خاصة داخل وعائية تستخدم الأمواج فوق الصوتية أو التصوير المقطعي للترابط البصري لقياس السماكة الوسطانية الباطنة.
استُخدمت السماكة الوسطانية الباطنة للشريان السباتي في العديد من الدراسات الوبائية والسريرية وأظهرت ارتباطًا بعوامل خطر عديدة، بما في ذلك داء السكري النوع الثاني وفرط كوليسترول الدم العائلي وكوليسترول البروتين الدهني مرتفع الكثافة وثلاثيات الغليسريد والتهاب المفاصل الروماتويدي ومرض الكبد الدهني اللاكحولي وتلوث الهواء. منذ تسعينيات القرن العشرين، استخدمت بعض التجارب السريرية لأنماط الحياة والتدخلات الدوائية أيضًا السماكة الوسطانية الباطنة للشريان السباتي كنقطة نهاية بديلة لتقييم تراجع و/أو تطور مرض التصلب العصيدي القلبي الوعائي؛ ومع ذلك، تبقى فائدة قياس السماكة الوسطانية الباطنة للشريان السباتي في هذا السياق غير مؤكدة. رغم ارتباط السماكة الوسطانية الباطنة للشريان السباتي بالتصلب العصيدي، قد لا تكون زيادة السماكة الوسطانية الباطنة ناتجة دائمًا عن التصلب العصيدي. تعد زيادة سماكة الطبقة الوسطى عملية معقدة، تعتمد على مجموعة متنوعة من العوامل، بما في ذلك ضغط الدم، ديناميكا الدم الموضعية، إجهاد القص، إجهاد الشد المحيطي. قد تعكس الاختلافات في السماكة الوسطانية الباطنة بين مواقع مختلفة (مثل الشريان السباتي الأصلي وبصلة السباتي والشريان السباتي الباطن) الاختلافات في قوى ديناميكا الدم الموضعية.